# Jamel Aït Ben Idir
Jamel Aït Ben-Idir, né le 10 janvier 1984 à Mont-Saint-Aignan (Haute-Normandie), est un ancien footballeur international marocain. Il évoluait au poste de milieu défensif.

## Biographie
Jamel Aït Ben-Idir arrive au Havre AC à l'âge de 13 ans, après avoir été repéré par un éducateur sénégalais, Mohamed Sall, alors qu'il évoluait alors avec les jeunes du FC Rouen. En mai 1999, aux côtés de Florent Sinama-Pongolle et Anthony Le Tallec, il est finaliste de la Coupe nationale des 14 ans avec la sélection de la Ligue de Normandie. Il s'incline 2-0 en finale face à la Ligue de Paris-IDF menée par Mourad Meghni et Jacques Faty. Au HAC, il gravit les échelons progressivement, en passant par les différentes catégories de jeunes internationaux français entre 15 et 19 ans. Il signe son premier contrat professionnel à l'âge de 18 ans en faveur de son club formateur, avec lequel il effectua ses débuts en pro un an auparavant, lors de la saison 2001-2002. Cette saison là, le Havre montera en Ligue 1 mais Jamel ne disputera qu'un seul match de championnat et ne pourra éviter la relégation de son club en Ligue 2.
Au cours des années suivantes, il gagne une place durable dans le onze havrais et pour la seconde fois de sa carrière, il connaît les joies de la montée avec son club en terminant premier de Ligue2 en 2008. Malheureusement, l’expérience tourne court une nouvelle fois et malgré ses 28 apparitions en Ligue 1, le Havre est à nouveau relégué à l'échelon inférieur. Jamel y disputera une dernière saison en Ligue2 avant de quitter le club normand en fin de contrat.
Le 9 juillet 2010, il s'engage en faveur de l'AC Arles-Avignon, promu en Ligue 1, pour une durée de deux ans. Il dispute 25 matches dans l'élite mais ne peut éviter la relégation à son club. Malgré la relégation, Jamel honore son contrat jusqu'au bout et pour sa deuxième saison dans le club provençal, il prend part à 35 matches de Ligue2.
La saison suivante est plus délicate pour lui. Libre de tout contrat, il est tout d'abord pisté par l'AJ Auxerre. Auteur d'un essai avec le club bourguignon, il ne sera finalement pas retenu car un autre milieu défensif, Georges Mandjeck, longtemps sur le départ à la suite de la relégation du club en Ligue 2, ne trouve pas de porte de sortie. Il reste sans club jusqu'à fin octobre, et signe finalement en faveur du CS Sedan Ardennes un contrat d'un an. En proie à des difficultés sportives et financières, le club descend en National à la fin de la saison malgré les bonnes prestations de Jamel sous les couleurs sedanaises.
Le 10 juillet 2013, il s'engage finalement en faveur de l'AJ Auxerre pour une durée de deux ans. Il s'impose comme un des titulaires réguliers de l'équipe auxerroise, portant le brassard de capitaine à plusieurs reprises. Il inscrit son premier but sous ses nouvelles couleurs lors de la troisième journée de Ligue2 face au RC Lens d'un coup franc direct. Il dispute cette année-là 33 matchs de championnat et contribue au maintien de son club à la dernière journée.
Le 9 mai 2014, il est appelé pour la première fois en équipe nationale marocaine par Baddou Zaki et y honore sa première sélection.

## Statistiques de carrière
| Saison                | Club                  | Championnat           | Championnat | Championnat | Coupe nationale | Coupe nationale | Coupe de la Ligue | Coupe de la Ligue | Maroc | Maroc | Total | Total |
| Saison                | Club                  | Division              | M.          | B.          | M.              | B.              | M.                | B.                | M.    | B.    | M.    | B.    |
| 2000 - 2001           | Havre AC              | Ligue 2               | 0           | 0           | -               | -               | 0                 | 0                 | 0     | 0     | 0     | 0     |
| 2001 - 2002           | Havre AC              | Ligue 2               | 1           | 0           | -               | -               | 0                 | 0                 | 0     | 0     | 1     | 0     |
| 2002 - 2003           | Havre AC              | Ligue 1               | 1           | 0           | -               | -               | 0                 | 0                 | 0     | 0     | 1     | 0     |
| 2003 - 2004           | Havre AC              | Ligue 2               | 9           | 0           | -               | -               | 0                 | 0                 | 0     | 0     | 9     | 0     |
| 2004 - 2005           | Havre AC              | Ligue 2               | 35          | 1           | -               | -               | 2                 | 0                 | 0     | 0     | 37    | 1     |
| 2005 - 2006           | Havre AC              | Ligue 2               | 36          | 0           | -               | -               | 2                 | 0                 | 0     | 0     | 38    | 0     |
| 2006 - 2007           | Havre AC              | Ligue 2               | 34          | 0           | -               | -               | 1                 | 0                 | 0     | 0     | 35    | 0     |
| 2007 - 2008           | Havre AC              | Ligue 2               | 36          | 2           | 1               | 1               | 2                 | 0                 | 0     | 0     | 39    | 3     |
| 2008 - 2009           | Havre AC              | Ligue 1               | 28          | 0           | 2               | 0               | 2                 | 0                 | 0     | 0     | 32    | 0     |
| 2009 - 2010           | Havre AC              | Ligue 2               | 31          | 3           | 0               | 0               | 1                 | 0                 | 0     | 0     | 32    | 3     |
| Sous-total            | Sous-total            | Sous-total            | 211         | 6           | 3               | 1               | 10                | 0                 | 0     | 0     | 224   | 7     |
| 2010 - 2011           | AC Arles-Avignon      | Ligue 1               | 25          | 0           | 1               | 0               | 0                 | 0                 | 0     | 0     | 26    | 0     |
| 2011 - 2012           | AC Arles-Avignon      | Ligue 2               | 35          | 0           | 1               | 0               | 1                 | 0                 | 0     | 0     | 37    | 0     |
| Sous-total            | Sous-total            | Sous-total            | 60          | 0           | 2               | 0               | 1                 | 0                 | 0     | 0     | 63    | 0     |
| 2012 - 2013           | CS Sedan              | Ligue 2               | 21          | 0           | 3               | 0               | 0                 | 0                 | 0     | 0     | 24    | 0     |
| Sous-total            | Sous-total            | Sous-total            | 21          | 0           | 3               | 0               | 0                 | 0                 | 0     | 0     | 24    | 0     |
| 2013 - 2014           | AJ Auxerre            | Ligue 2               | 33          | 1           | 4               | 1               | 3                 | 1                 | 1     | 0     | 41    | 3     |
| 2014 - 2015           | AJ Auxerre            | Ligue 2               | 30          | 0           | 6               | 0               | 2                 | 0                 | 2     | 0     | 40    | 0     |
| Sous-total            | Sous-total            | Sous-total            | 63          | 1           | 10              | 1               | 5                 | 1                 | 3     | 0     | 81    | 3     |
| Total sur la carrière | Total sur la carrière | Total sur la carrière | 355         | 7           | 18              | 2               | 16                | 1                 | 3     | 0     | 392   | 10    |

## Palmarès
Le Havre AC :
- Ligue 2 :
  - Champion : 2008

 AJ Auxerre :
- Coupe de France
  - Finaliste : 2015

 Wydad AC :
- Championnat du Maroc
  - Champion : 2017
- Ligue des champions de la CAF
  - Vainqueur : 2017
- Supercoupe de la CAF
  - Vainqueur : 2018